# John Hoskyns (2e baronnet)
Pour les articles homonymes, voir Hoskyns.
John Hoskyns, 2e baronnet (23 juillet 1634 - 12 septembre 1705) est un baronnet anglais. 
Il est l'un des fondateurs de la Royal Society et en est le président de 1682 à 1683. Entre 1685 et 1687, il représente le Herefordshire à la Chambre des communes. 

## Biographie
Il est le fils aîné de Bennet Hoskyns (en), 1er baronnet de Harewood et Morehampton Park, Herefordshire, et petit-fils du sergent John Hoskins, né dans le Herefordshire le 23 juillet 1634. Sa mère, Anne, fille de John Bingley de Templecombe, Somerset, lui donne des rudiments de latin et est plus tard envoyé à la Westminster School sous la direction de Richard Busby . 
Il épouse Jane, fille aînée de Gabriel Lowe de Newark, dans le Gloucestershire, par Ann Hungerford de South Marston. Ils vivent à Harewood End, Jane qui est restée veuve, y est morte en 1724, et est enterrée dans l'église. Ils fondent une grande famille. Parmi eux, Bennet Hoskyn est 3e baronnet. Son frère, Hungerford, est le quatrième baronnet marié à Mary, fille de Lord Chandos. Le cadet John est MA et recteur de Peterstow. 
Il est convoqué au barreau du Middle Temple, et dès qu'il a pu exercer, il se taille une réputation d'avocat et est nommé maître à la chancellerie. En 1680, il succède à son père comme baronnet (après avoir été fait chevalier) et, cinq ans plus tard, est élu député du Herefordshire ; mais n'est pas actif en politique . 
Il est élu président de la Royal Society en 1682, en remplacement de son ami Christopher Wren. Parmi ses amis figurent Francis North (1er baron Guilford), John Evelyn et John Aubrey. Il est élu au parlement appelé à la mort de Charles II pour le Herefordshire. Il démissionne de la présidence l'année suivante, mais de 1685 à 1687, il est secrétaire. Il meurt le 12 septembre 1705 et est enterré à Harewood, dans le Herefordshire. 